# Episcia cupreata
Episcia cupreata là một loài thực vật có hoa trong họ Tai voi. Loài này được (Hook.) Hanst. mô tả khoa học đầu tiên năm 1866.

## Hình ảnh

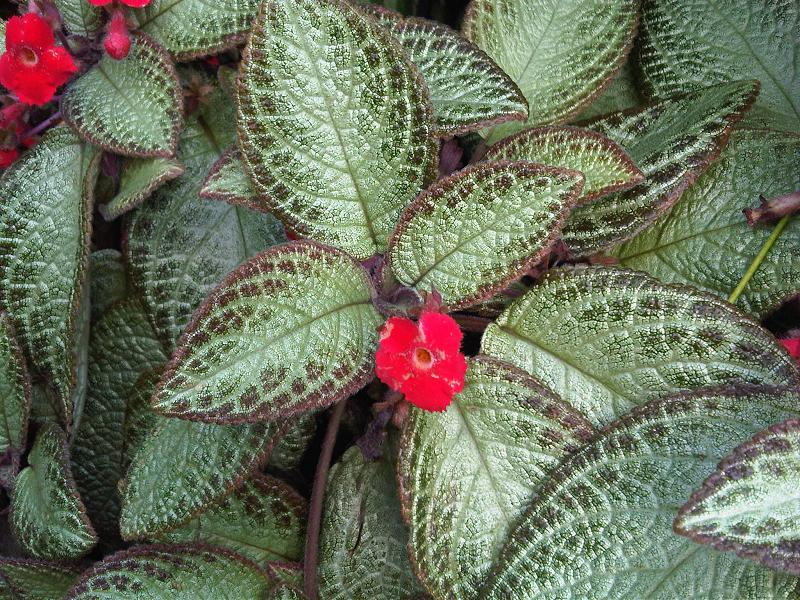
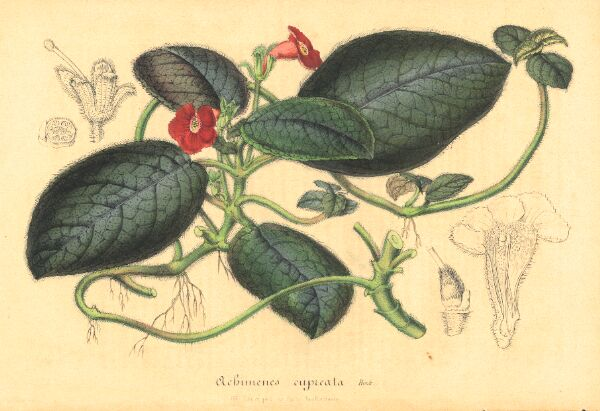
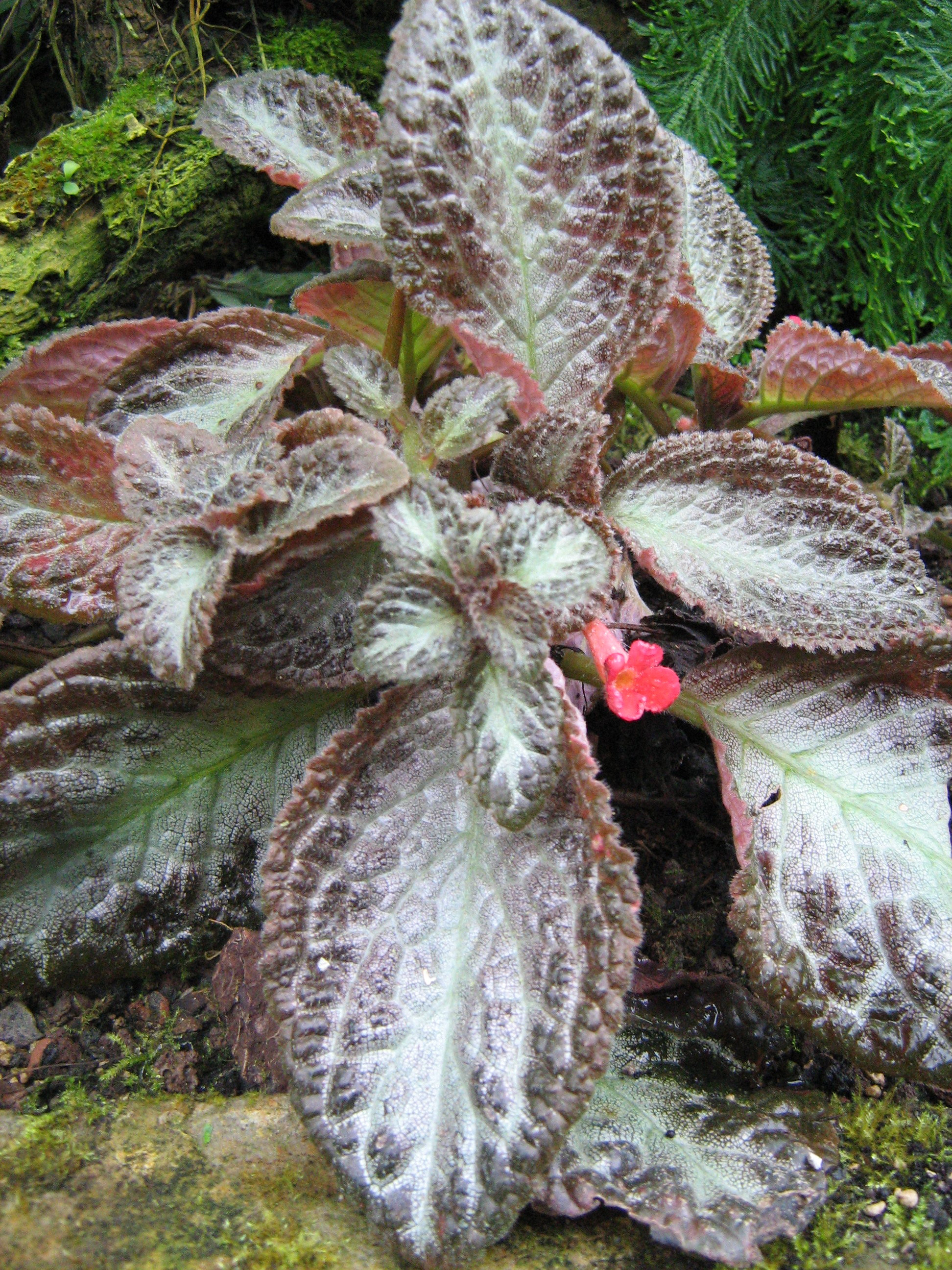
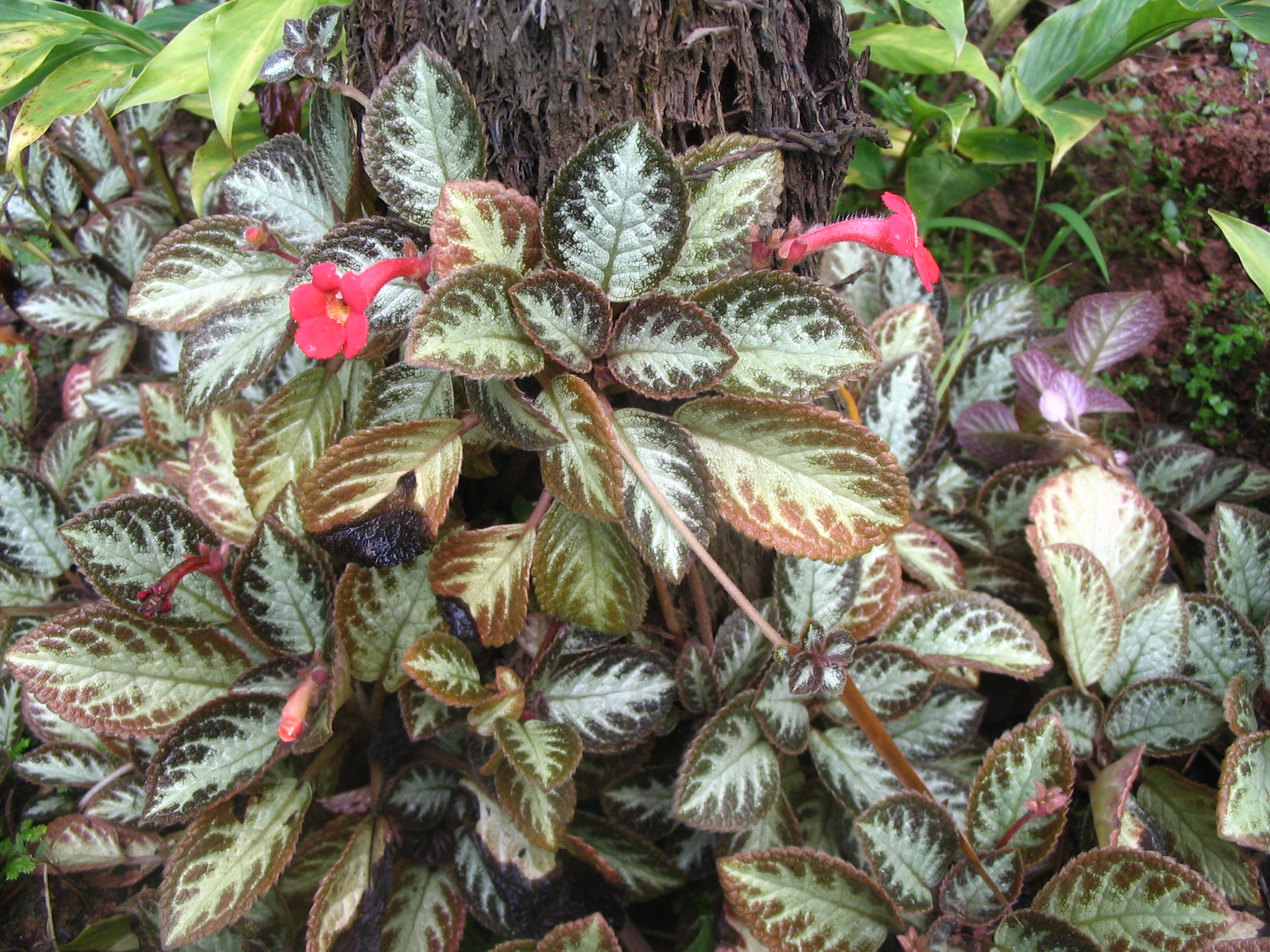